# Marcin Budz
Marcin Budz (ur. 15 października 1994) – polski kombinator norweski. Uczestnik mistrzostw świata juniorów (2014). Medalista letnich mistrzostw Polski w skokach narciarskich.

## Życiorys
W 2014 wziął udział w mistrzostwach świata juniorów w Val di Fiemme – w konkursie drużynowym zajął 7. pozycję (HS106/4x5 km), a indywidualnie uplasował się na 27. (HS106/10 km) i 41. (HS106/5 km) miejscu.
W lutym 2016 wystartował w trzech konkursach Pucharu Kontynentalnego w Ramsau, zajmując miejsca w piątej dziesiątce (w najlepszym starcie był 44.).
Zawodnik klubu WKS Zakopane. Wraz z tym zespołem zdobył brązowy medal konkursu drużynowego na skoczni dużej rozgrywanego w Wiśle w ramach Letnich Mistrzostw Polski w Skokach Narciarskich 2014.

## Osiągnięcia

### Mistrzostwa świata juniorów
| Miejsce | Dzień       | Rok  | Miejscowość   | Skocznia           | Punkt K | HS  | Konkurs  | Skok   | Nota                 | Bieg            | Strata  | Zwycięzca     |
| ------- | ----------- | ---- | ------------- | ------------------ | ------- | --- | -------- | ------ | -------------------- | --------------- | ------- | ------------- |
| 27.     | 30 stycznia | 2014 | Val di Fiemme | Trampolino Dal Ben | K-95    | 106 | indywid. | 84,5 m | 76,1 pkt             | 10 km - 30:27.1 | +4:18.0 | Philipp Orter |
| 41.     | 1 lutego    | 2014 | Val di Fiemme | Trampolino Dal Ben | K-95    | 106 | indywid. | 80,0 m | 84,2 pkt             | 5 km - 14:19.4  | +3:19.5 | Philipp Orter |
| 7.      | 2 lutego    | 2014 | Val di Fiemme | Trampolino Dal Ben | K-95    | 106 | druż.    | 84,5 m | 92,6 pkt (404,9 pkt) | 5 km - 59:39.1  | +5:41.5 | Austria       |

### Puchar Kontynentalny

#### Miejsca w klasyfikacji generalnej
- sezon 2014/2015: niesklasyfikowany
- sezon 2015/2016: niesklasyfikowany

#### Miejsca w poszczególnych konkursach Pucharu Kontynentalnego
| Sezon 2014/2015 |           |            |            |            |         |         |            |            |             |         |        |            |             |             |             |             |        |        |        |        |        |        |        |        |        |
| Park City | Park City | Hoeydalsmo | Hoeydalsmo | Falun      | Planica | Planica | Ramsau     | Ramsau     | Klingenthal | Ruka    | Ruka   | Czajkowski | Czajkowski  | Czajkowski  | punkty      | punkty      | punkty | punkty | punkty | punkty | punkty | punkty | punkty |        |        |
| - | -         | -          | -          | -          | -       | -       | -          | 50         | -           | -       | -      | -          | -           | -           | 0           | 0           | 0      | 0      | 0      | 0      | 0      | 0      | 0      |        |        |
| Sezon 2015/2016 |           |            |            |            |         |         |            |            |             |         |        |            |             |             |             |             |        |        |        |        |        |        |        |        |        |
| Park City | Park City | Park City  | Hoeydalsmo | Hoeydalsmo | Ruka    | Ruka    | Pjongczang | Pjongczang | Planica     | Planica | Ramsau | Ramsau     | Chaux-Neuve | Chaux-Neuve | Klingenthal | Klingenthal | punkty | punkty | punkty | punkty | punkty | punkty | punkty | punkty | punkty |
| - | -         | -          | -          | -          | -       | -       | -          | -          | -           | -       | 48     | 44         | dns         | dns         | -           | -           | 0      | 0      | 0      | 0      | 0      | 0      | 0      | 0      | 0      |
| Legenda |           |            |            |            |         |         |            |            |             |         |        |            |             |             |             |             |        |        |        |        |        |        |        |        |        |
| 1 2 3 4-10 11-30 poniżej 30 - – zawodnik nie wystartował q – zawodnik nie zakwalifikował się DNF – zawodnik nie ukończył biegu DNS – zawodnik nie wystartował do biegu |           |            |            |            |         |         |            |            |             |         |        |            |             |             |             |             |        |        |        |        |        |        |        |        |        |

### Mistrzostwa Polski

#### Miejsca w poszczególnych konkursach zimowych mistrzostw Polski
| Miejsce | Dzień       | Rok  | Miejscowość | Skocznia        | Punkt K | HS     | Konkurs  | Nota      | Bieg    | Strata   | Zwycięzca       |
| ------- | ----------- | ---- | ----------- | --------------- | ------- | ------ | -------- | --------- | ------- | -------- | --------------- |
| 19.     | 25 marca    | 2009 | Szczyrk     | Skalite         | K-95    | HS-106 | indywid. | 50.5 pkt  | 32:46.1 | + 7:15.1 | Marcin Mąka     |
| 14.     | 26 marca    | 2009 | Szczyrk     | Skalite         | K-95    | HS-106 | indywid. | 78.5 pkt  | 23:18.7 | + 4:48.8 | Marcin Mąka     |
| 18.     | 22 grudnia  | 2010 | Zakopane    | Średnia Krokiew | K-85    | HS-94  | indywid. | 35.5 pkt  | 32:06.4 | + 7:03.7 | Andrzej Zarycki |
| 18.     | 28 grudnia  | 2010 | Zakopane    | Wielka Krokiew  | K-120   | HS-134 | indywid. | 44.3 pkt  | 34:02.5 | + 9:06.7 | Adam Cieślar    |
| 17.     | 19 lutego   | 2011 | Szczyrk     | Skalite         | K-95    | HS-106 | indywid. | 69.5 pkt  | 31:09.5 | + 6:04.7 | Tomasz Pochwała |
| 15.     | 25 marca    | 2012 | Zakopane    | Wielka Krokiew  | K-120   | HS-134 | indywid. | 58.5 pkt  | 22:15.0 | + 3:22.7 | Paweł Słowiok   |
| 10.     | 25 marca    | 2013 | Wisła       | Malinka         | K-120   | HS-134 | indywid. | 86.3 pkt  | 27:53.4 | +3:33.4  | Tomasz Pochwała |
| 4.      | 14-15 marca | 2015 | Szczyrk     | Skalite         | K-95    | HS-106 | indywid. | 100,5 pkt | 39:51,0 | + 2:02,0 | Adam Cieślar    |

#### Miejsca w poszczególnych konkursach letnich mistrzostw Polski
| Miejsce | Dzień           | Rok  | Miejscowość | Skocznia        | Punkt K | HS     | Konkurs  | Nota      | Bieg    | Strata      | Zwycięzca        |
| ------- | --------------- | ---- | ----------- | --------------- | ------- | ------ | -------- | --------- | ------- | ----------- | ---------------- |
| 15.     | 10 października | 2009 | Zakopane    | Średnia Krokiew | K-85    | HS-94  | indywid. | 51.5 pkt  | 27:20.6 | + 5:43.6    | Tomasz Pochwała  |
| 22.     | 24 lipca        | 2010 | Szczyrk     | Skalite         | K-95    | HS-106 | indywid. | 58.5 pkt  | 14:06.1 | + 6:22.1    | Paweł Słowiok    |
| 13.     | 17 września     | 2011 | Zakopane    | Wielka Krokiew  | K-120   | HS-134 | indywid. | 61,8 pkt. | 20:00,0 | + 61,8 pkt. | Paweł Słowiok    |
| 12.     | 1 września      | 2012 | Wisła       | Malinka         | K-120   | HS-134 | indywid. | 61.5 pkt  | 20:56.3 | + 3:43.8    | Tomasz Pochwała  |
| 6.      | 1 września      | 2013 | Szczyrk     | Skalite         | K-95    | HS-106 | indywid. | 94 pkt    | 23:03,5 | +1:42,1     | Mateusz Wantulok |
| 5.      | 7 września      | 2013 | Zakopane    | Wielka Krokiew  | K-120   | HS-134 | indywid. | 84.8 pkt  | 20:51.1 | + 2:05,5    | Paweł Słowiok    |
| 6.      | 19 lipca        | 2014 | Wisła       | Malinka         | K-120   | HS-134 | indywid. | 79,5 pkt  | 21:15.0 | + 3:04,5    | Paweł Słowiok    |
| 9.      | 11 października | 2014 | Szczyrk     | Skalite         | K-95    | HS-106 | indywid. | 89.5 pkt  | 16:44.5 | + 3:16.4    | Adam Cieślar     |
| 5.      | 19 lipca        | 2015 | Wisła       | Malinka         | K-120   | HS-134 | indywid. | 92 pkt    | 20:35,7 | + 1:41,0    | Adam Cieślar     |